# Palais du Jardin
Le palais du Jardin (Palazzo del Giardino), également appelé Palazzo Ducale del Giardino, est un palais historique situé à Parme, dans le parc Ducal.
Il abrite actuellement le commandement provincial des carabiniers de Parme et l'un des bureaux du RIS (Département des recherches scientifiques de l'Arme des Carabiniers). Il est prévu de l'utiliser comme bureau de représentation de l'Autorité européenne de sécurité des aliments.
Ce palais ne doit pas être confondu avec la résidence officielle de la duchesse Marie-Louise, qui était située sur l'actuelle Piazzale della Pace, entre la Pilotta et le Palais de la Province. L'ancien palais Ducal de Parme a été détruit le 13 mai 1944, ainsi que des parties de la Pilotta et du théâtre Reinach, par un raid aérien pendant la Seconde Guerre mondiale.

## Histoire

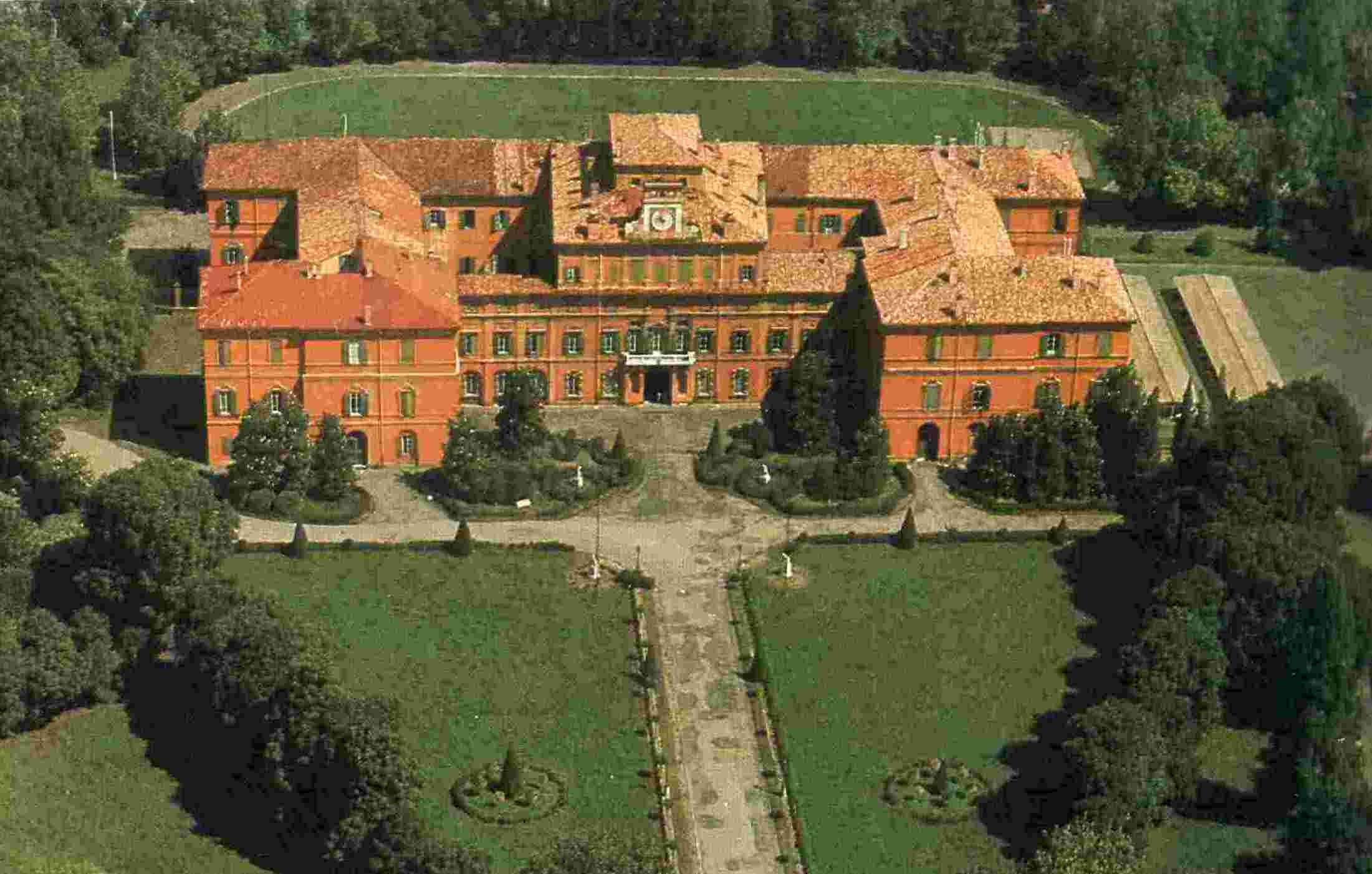
Vue aérienne dans les années 1970.

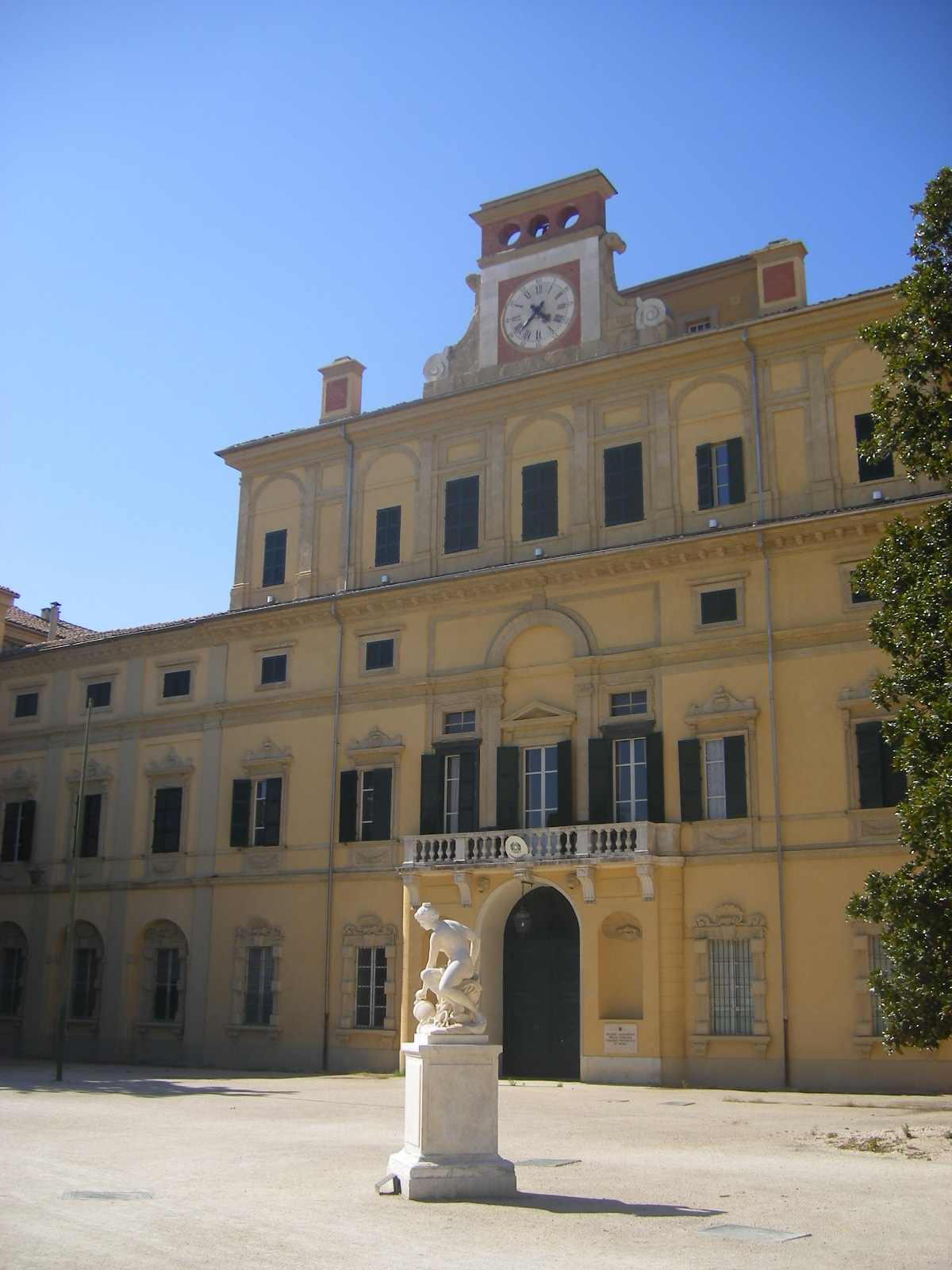
La façade.

Le palais a été construit à partir de 1561 sur ordre du duc de Parme Octave Farnèse et a été le siège de la cour ducale jusqu'à la seconde moitié du XVIIe siècle, lorsque le siège du duché a été transféré à d'autres palais situés à côté de la Pilotta.
Sa construction était nécessaire pour doter le duché de Parme et Plaisance d'un siège permanent pour la cour. Une zone a été choisie près d'une tourelle conçue par les Sforza et le projet a été confié à Jacopo Barozzi dit Vignole. Les travaux de construction ont été dirigés par Giovanni Francesco Testa. La typologie était celle des résidences florentines et romaines que les Farnèse construisaient à cette époque (dont le palais Farnèse à Rome et celui de Caprarola).
Une fontaine grandiose a été construite par Giovanni Boscoli devant le palais, avec de nombreuses statues et pièces d'eau qui l'ont rendu très célèbre à l'époque. On dit que les voyageurs de passage à Parme ne manquaient pas de la visiter. Vitelli, dans une lettre écrite à Jean Pic de la Mirandole, soutenait que les célèbres fontaines de Caprarola ne valaient rien comparées à celle-ci. Elle fut entièrement démolie dans la seconde moitié du XVIIIe siècle, peut-être en raison des problèmes de salubrité qu'elle posait, à l'occasion des travaux de modernisation du palais réalisés par Ennemond Alexandre Petitot.
La décoration des salles a été confiée à divers artistes majeurs de l'époque, dont Girolamo Mirola, Jacopo Zanguidi, Agostino Carracci, Carlo Cignani, Jan Soens, Cesare Baglioni, Giovanni Battista Trotti et Luca Reti. Dès le début du XVIIe siècle, le bâtiment a été modifié et agrandi, d'abord par Simone Moschino, puis par Girolamo Rainaldi, qui a ajouté les cours et les avant-corps latéraux à la structure quadrilatère initiale.
Le palais atteignit sa splendeur maximale sous le gouvernement de Ranuce Ier, mais sous le règne de son fils Édouard Ier, absorbé par les engagements militaires et peu attentif à la vie de cour, il alla vers un abandon progressif. Au cours des deux dernières décennies du XVIIe siècle, le nouveau duc Ranuce II Farnèse a commencé à rénover le palais et le jardin ducal. Au XVIIIe siècle, c'est surtout l'architecte français Ennemond Alexandre Petitot qui renouvelle l'aspect de l'édifice.
Après l'unification de l'Italie, le bâtiment abrita une école d'infanterie militaire. Au cours de la Seconde Guerre mondiale, il a subi un bombardement aérien qui a causé de graves dommages. À la fin du conflit, le Palazzo del Giardino est en grande partie dévasté par la guerre. Après les combats de septembre 1943, il y eut aussi des actes de vandalisme commis par des inconnus qui avaient libre accès au bâtiment.
Les travaux de reconstruction rencontrèrent des obstacles bureaucratiques considérables, jusqu'à ce qu'en 1953 le Palazzo del Giardino devienne le siège du Commandement de la Légion des Carabiniers de Parme. Les travaux de reconstruction de l'aile sud-ouest du bâtiment, entièrement détruite, ne commencèrent qu'en 1959 et se terminèrent en 1968. Depuis 2004, le bâtiment a fait l'objet d'une série d'interventions de restauration et de mise en valeur. Certaines de ces interventions ont également été réalisées grâce au Gioco del Lotto.

## Œuvres d'art
Au rez-de-chaussée se trouvent des œuvres de Cesare Baglioni, peintes au début du XVIIe siècle. Un escalier monumental du XVIIIe siècle mène à une grande salle au premier étage, connue sous le nom de Salle des Oiseaux en raison du plafond décoré de stucs et de fresques de Benigno Bossi, représentant 224 espèces d'oiseaux.De cette salle, on peut accéder à certaines salles qui conservent des œuvres d'art réalisées à l'époque Farnèse :
- Sala di Alcina - C'est la salle la plus ancienne du bâtiment, décorée de fresques de Girolamo Mirola vers 1568 avec la collaboration de Jacopo Zanguidi, avec des scènes du sixième livre d'Orlando Furioso.
- Sala dell'Aetas Felicior (ou Sala del Bacio) - Fresquée par Bertoja entre 1570 et 1573 avec des scènes représentant le mythe de Vénus et Cupidon. La salle porte le nom de l'inscription latine Aetas Felicior qui se détache sur une corniche longeant le plafond. On l'appelle aussi del Bacio pour la scène de danse avec le détail du baiser que l'on entrevoit entre des colonnes de cristal transparent, une création typique du maniérisme tardif, où l'espace est exploité comme instrument d'illusion naturaliste.
- Sala d'Orfeo - Fresquée par Mirola et Bertoja entre 1568 et 1570, avec des scènes de l'histoire d'amour d'Orphée entrecoupées de figures architecturales.
- Sala di Erminia - Décorée en 1628 avec des fresques d'Alessandro Tiarini de Bologne, avec des scènes de  La Jérusalem délivrée.
- Sala dell'Amore - La voûte est décorée de fresques d'Agostino Carracci avec trois représentations de l'Amour : l'amour maternel (Vénus regardant son fils Enée alors qu'il se dirige vers l'Italie), l'amour céleste entre Vénus et Mars et l'amour humain entre Pélée et Téti. Carracci mourut en 1602 avant de terminer l'œuvre, complétée en 1679-80 par Carlo Cignani avec d'autres représentations de l'Amour.
- Salle des légendes - Trois murs de la salle sont ornés de fresques de scènes peintes par Giovan Battista Trotti, réalisées entre 1604 et 1619 : Jupiter couronnant Bacchus accompagné de Vénus ; Le Sacrifice d'Alceste ; Circé redonne forme humaine aux compagnons d'Ulysse. Sur le mur près de la fenêtre se trouvent deux fresques du flamand Jan Soens.

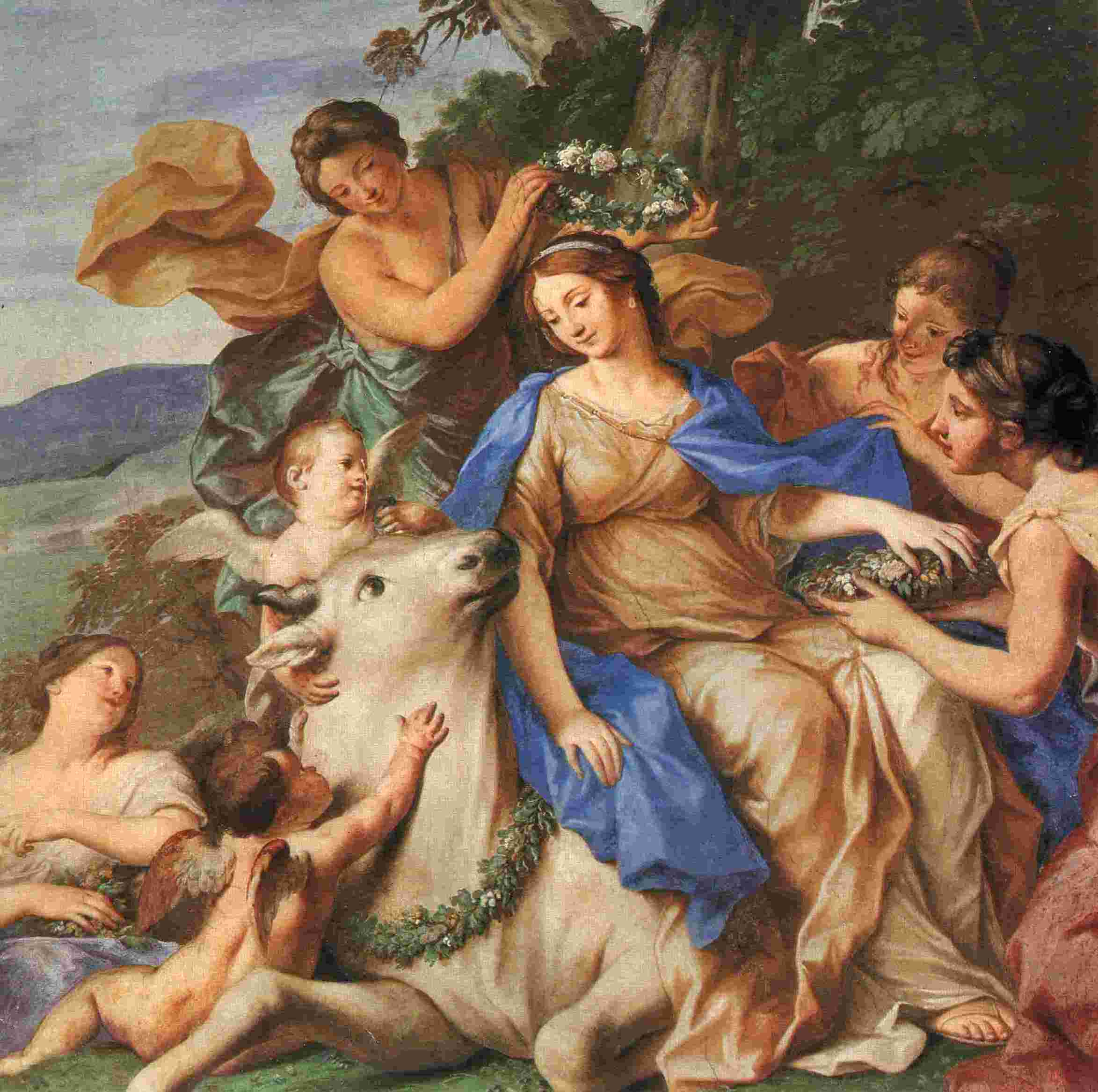
Carlo Cignani, L'Enlèvement d'Europe (détail).
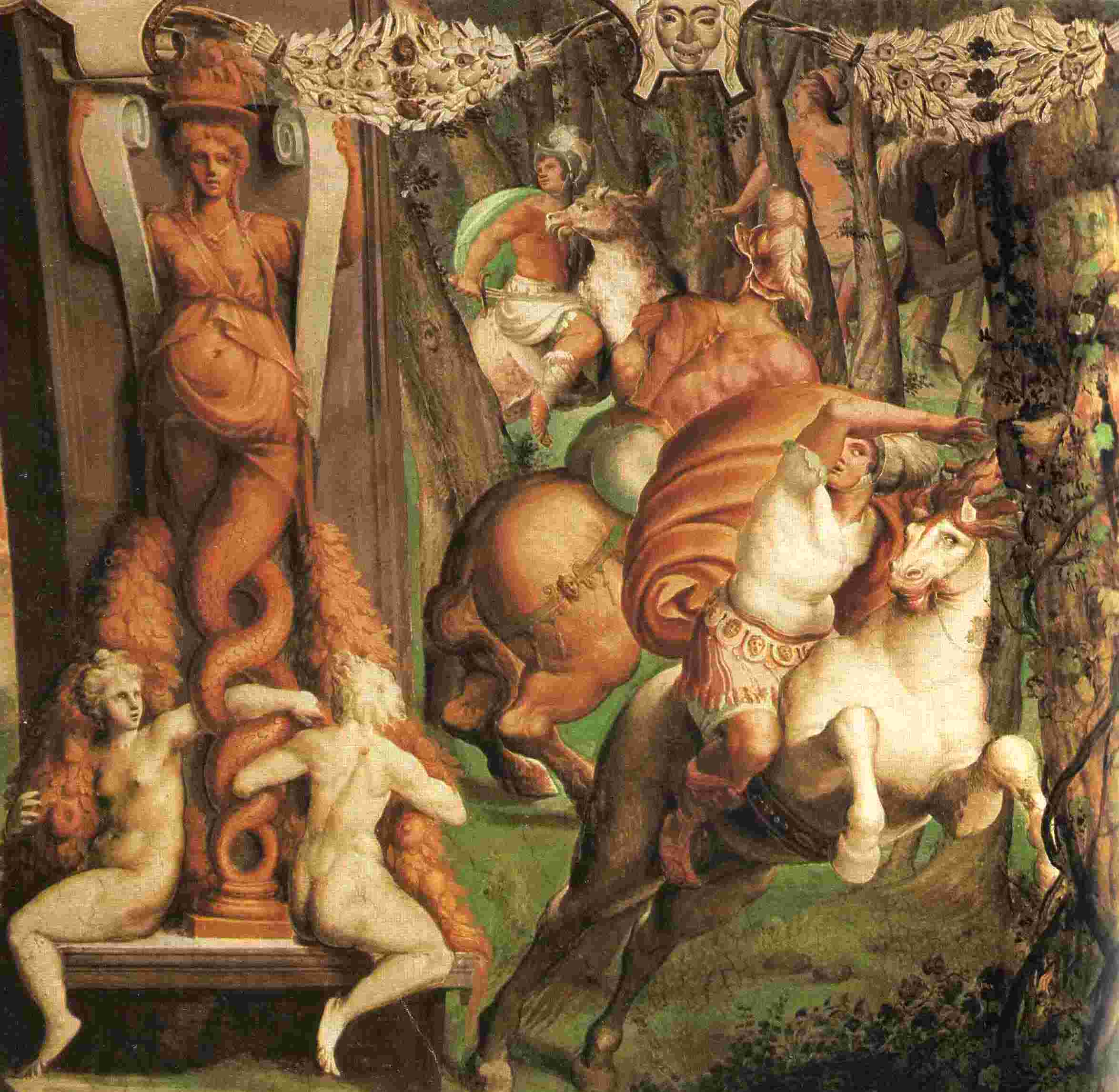
Jacopo Zanguidi, fresque de la salle Aetas Felicior (détail).
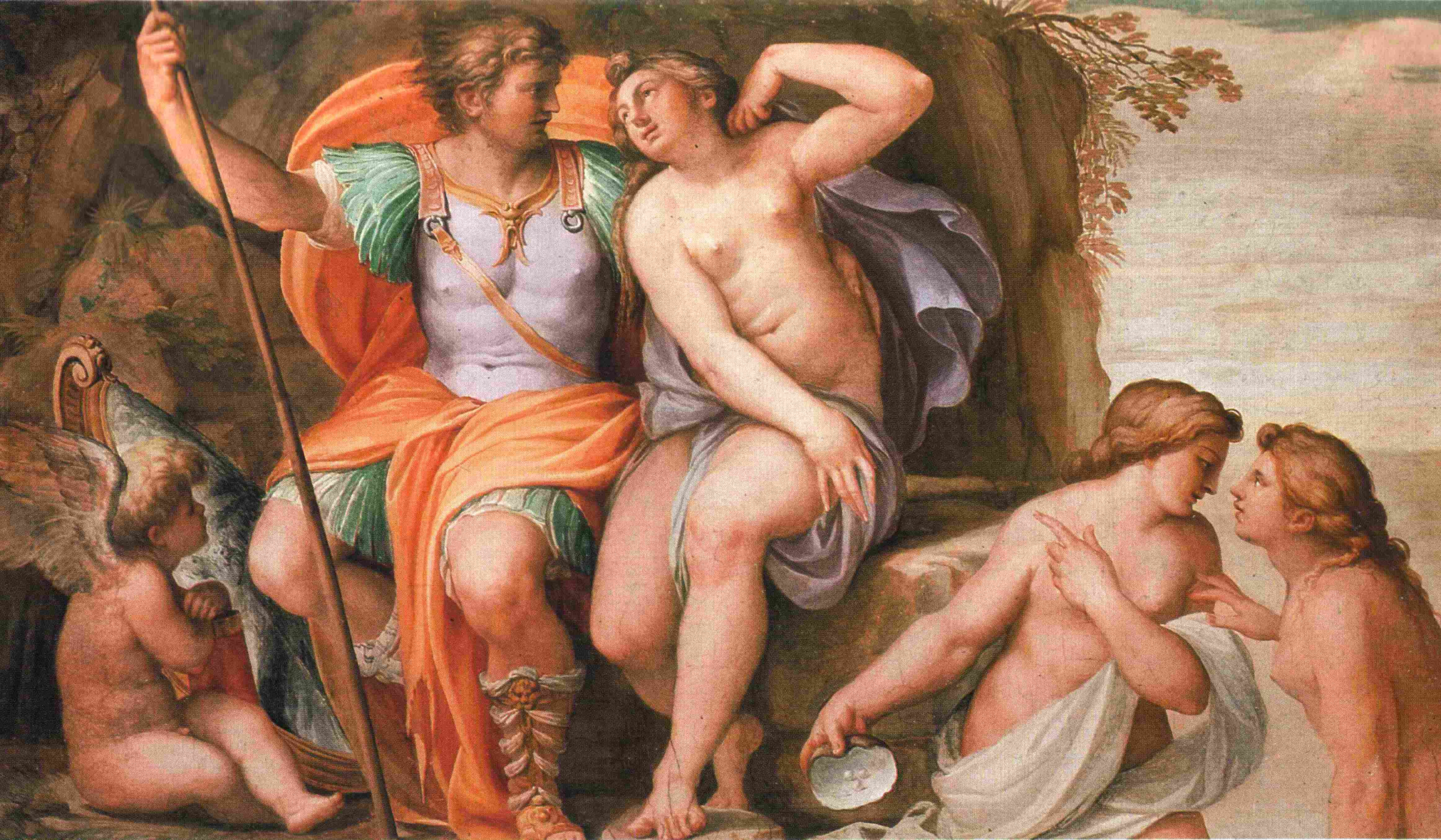
Agostino Carracci, Vénus et Mars.
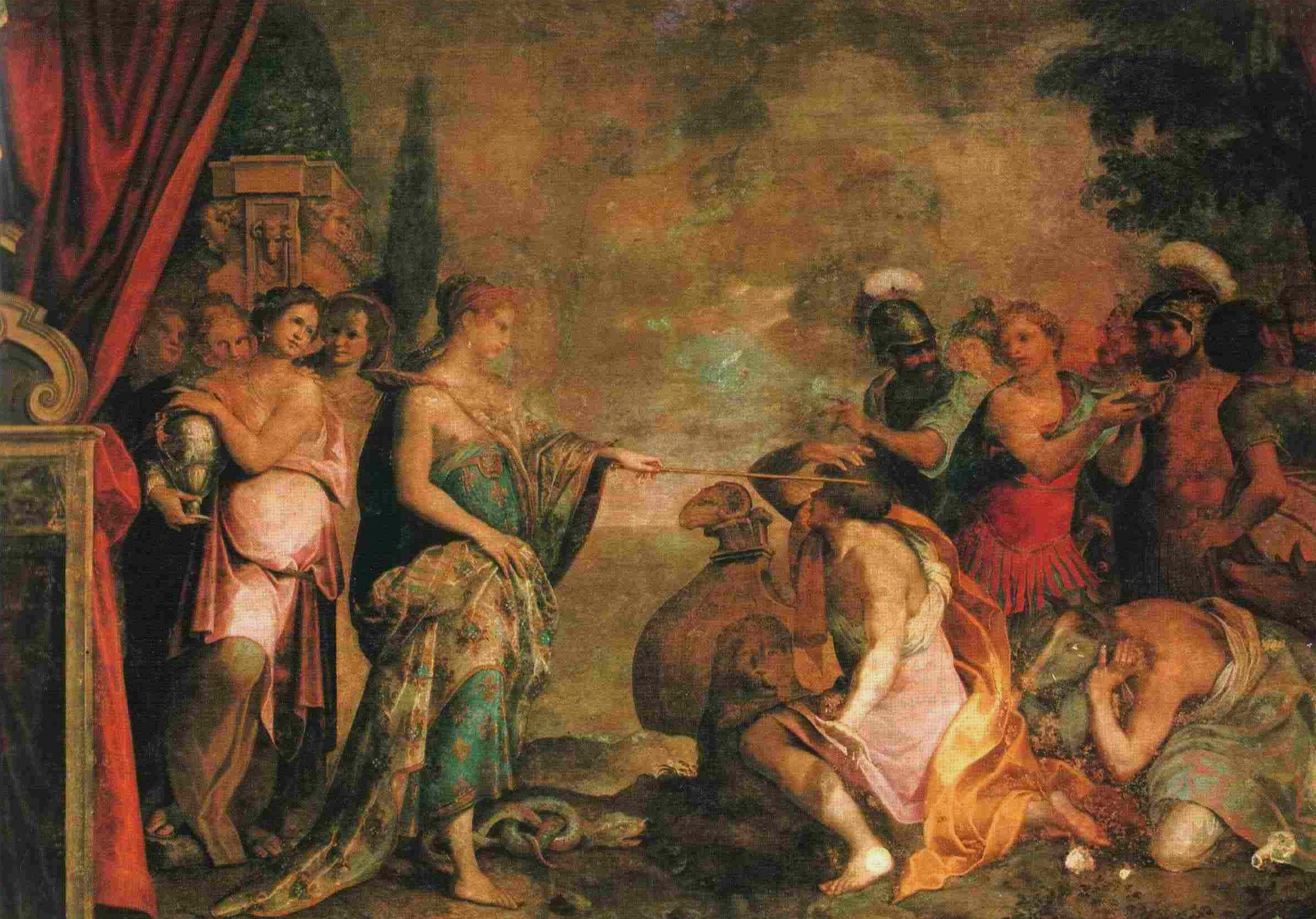
Giovan Battista Trotti, Circé redonne forme humaine aux compagnons d'Ulysse.